# 阪急グランドビル

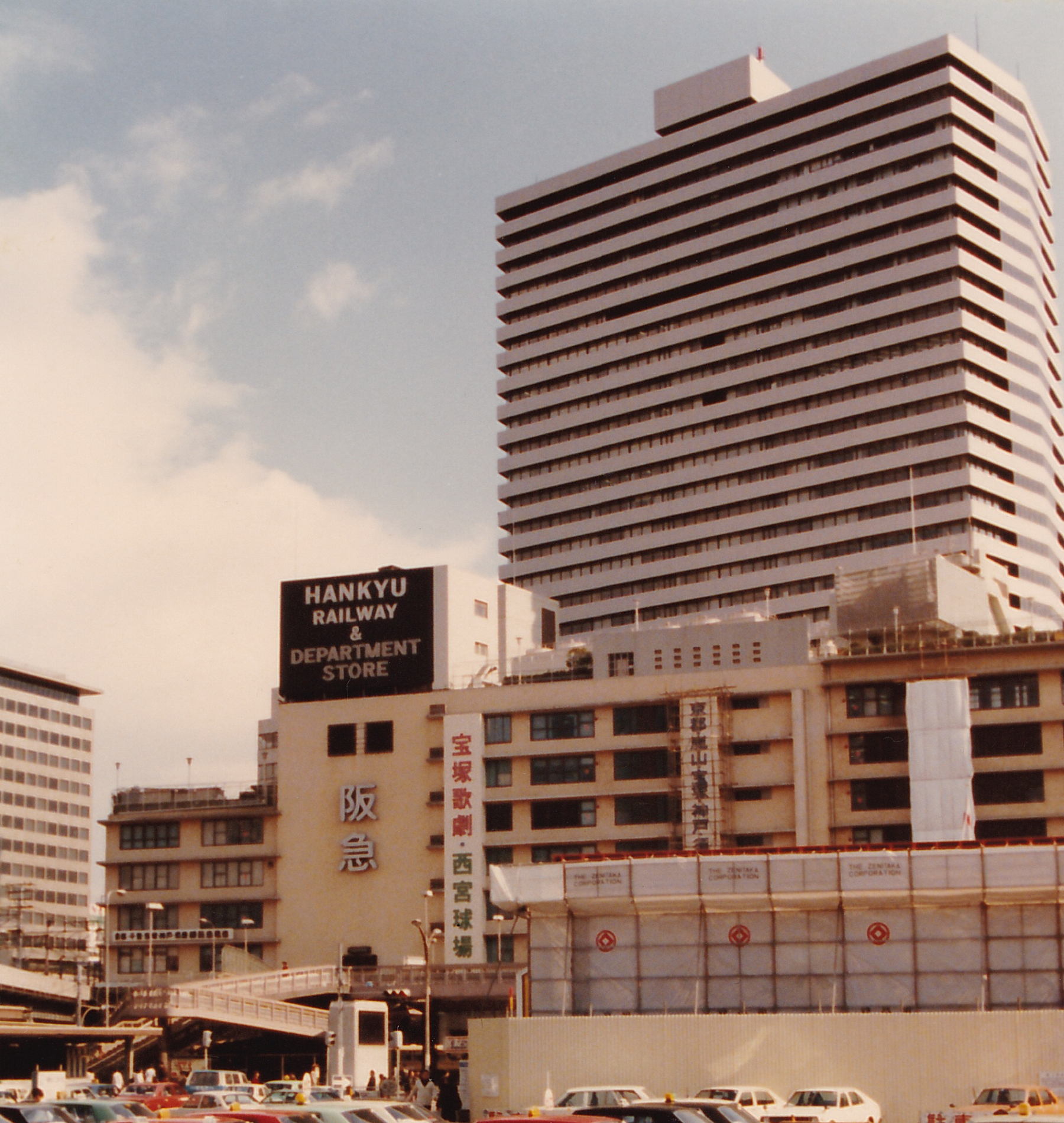
当時は梅田地区で最も高い建築物［手前は梅田阪急ビル］（1979年）

阪急グランドビル（はんきゅうグランドビル）は、大阪市北区角田町（梅田地区）の超高層ビル。梅田阪急ビル（現・大阪梅田ツインタワーズ・ノース）の第9期工事として建設された。

## 概要
阪急電鉄旧梅田駅跡地に1973年（昭和48年）3月着工、1977年（昭和52年）7月27日竣工、同年8月8日オープン。
一時期、阪急電鉄は当ビルを流動化し特別目的会社に匿名組合出資していたが、2009年（平成21年）9月に阪急不動産（現 阪急阪神不動産）により買い戻している。

## 入居者・施設
- 27F〜31F - 阪急32番街（飲食店・展望台）
- 26F - 貸会議室・展示会場（2023年6月24日で閉鎖）
- 23F〜25F - 文化教室・赤十字血液センター献血ルーム
- 22F - クリニックセンター
- 14F〜21F - オフィス
  - 19F - SBI新生銀行 梅田フィナンシャルセンター
- 5F〜11F - 駐車場
- 2F - 三井住友信託銀行 梅田支店・阪急梅田支店
- 1F - 三菱UFJ銀行 梅田支店・大阪駅前支店・梅田中央支店・堂島支店・阪急梅田北支店
- 1F・B1F - 三井住友銀行 梅田支店・堂島支店・赤川町支店・南森町支店
- B1F - 阪急サン広場地下通り

## エレベーター
三菱で、非常用も含め2代目に改修されている。23階で低層用から高層用に乗り換え可能。ただし、駐車場エレベーターは東芝製で、そちらももちろん2代目に改修されたままとなっている。
- 高層用：1・23 - 31 - 三菱製 (№1 - 7)
- 低層用：1・14 - 23 - 三菱製 (№8 - 14)
- 非常用：B3 - B1・1・2 - 32 - 三菱製 (№15 - 16)
- 駐車場用：1・2 - 11 - 東芝製 (№17 - 18)

## その他
- 過去には、毎日放送ラジオのサテライトスタジオ「ラジオポートMBS」がビル31階に所在していた。本社スタジオが千里丘スタジオから茶屋町に移転するまで、『ごめんやす馬場章夫です』はこのスタジオから生放送されていた。
- 屋上には、関西テレビ放送（阪急阪神東宝グループにも所属）のお天気カメラが設置されている。